# サンフランシスコ・ベイエリア大学間連携ネットワーク
サンフランシスコ・ベイエリア大学間連携ネットワーク（Japanese University Network in the Bay Area, JUNBA）は、2023年11月16日のJUNBA臨時総会にて、アメリカ大陸大学間ネットワーク (Japanese University Network Bridging The Americas, JUNBA) にJUNBAの英語名称は変えずに、日本語の名称変更を行った。
アメリカ大陸で活動する日本の大学間の連携を図り、日本の大学がの国際化、国際的人材の育成、産学連携等の諸活動を支援し、日本及びアメリカ大陸における教育・研究の発展と、産業創出に寄与することを目的とする団体として引き続き活動を行っている。

## 概要
2004年8月に大学拠点間の情報交換を主目的とした「大学間連絡会」として発足、2006年8月に「サンフランシスコ・ベイエリア大学間連携ネットワーク」（英文名：Japanese University Network in the Bay Area、略称 JUNBA）と改名し、日本学術振興会サンフランシスコ研究連絡センターが事務局を引き受けている。
2007年1月11-12日、日本の大学の国際化を推進するための記念すべき第1回目の取組として、米国に活動拠点を置く日本の大学のトップと米国の産学のトップを交えた第1回 JUNBA サミットおよびシンポジウムを開催した。
2008年1月9-11日、国際産学官連携に関するサミット、シンポジウム、テクノロジーフェアのJUNBA2008を開催した。
2009年1月12-13日、"Next Step to a Greener Earth"をテーマに、日米の大学と企業から最先端の環境関係の研究成果を集めてJUNBA2009を開催した。
2010年1月11-12日、「革新的医療技術－Innovative Medicine and Technology」をメインテーマとしたシンポジウムとテクノロジーフェア、並びに「大学国際化の次なる展開」をテーマにしたサミット、JUNBA2010を開催した。
2011年1月7-8日、「外から見た日本の大学の国際化－日本の大学は国際化されたのか - Global Adaptability of Japanese Universities」をテーマにしたサミット、JUNBA2011を開催した。
2012年1月9-10日、「国際化に向けた大学経営－Institutional Research and Enrollment Management」をテーマにしたシンポジウムとサミット、JUNBA2012を開催した。
2013年1月11-12日、「国際交流を土台とした教育の国際化－世界で活躍する人材を育成するために－Educational Transformation in a Global World beyond International Exchange Programs」をテーマにしたシンポジウムとサミット、JUNBA2013を開催した。
2014年1月9-10日、「国際的に通用性のある教育の質保証－Educational Quality Assurance in a Globalized Higher Education Environment ~What might the future bring?~」をテーマにしたシンポジウムとサミット、JUNBA2014を開催した。
2015年1月8-9日、「教育の質を保証するためのガバナンス改革：公立大学世界トップレベルのカリフォルニア大学 (UC) に聞く－Governance as a Major Leverage Tool for Improving Quality in Higher Education」をテーマにしたシンポジウムとサミット、JUNBA2015を開催した。
2016年9月30日、「10年を振り返る－Looking back on 10 years」をテーマにしたシンポジウム、JUNBA2016 in JAPAN を開催した。
2023年11月16日、JUNBA会則の改正により、米国内に拠点を持たない大学も団体会員として入会することを可能とした。

## 参加している大学および団体
```
(五十音順）
```

- 大阪大学北米センター
- 桜美林学園アメリカ財団
- 沖縄科学技術大学院大学
- 鹿児島大学北米教育研究センター
- 九州大学
- 神戸大学
- 京都大学
- 東京科学大学アネックス・バークレー
- 東京大学ニューヨークオフィス
- 東京理科大学
- 東北大学
- 名古屋大学テクノロジー・パートナーシップ
- 福岡工業大学
- 横浜市立大学カリフォルニアオフィス
- 早稲田大学サンフランシスコオフィス
- 龍谷大学
- 日本学術振興会サンフランシスコ研究連絡センター